# Dioksolan
Dioksolan – organiczny związek chemiczny należący do nasyconych związków heterocyklicznych. Dioksolan zbudowany jest z pięcioatomowego pierścienia, w skład którego wchodzą trzy atomy węgla i dwa atomy tlenu, które spełniają rolę heteroatomów. Dioksolan można traktować jako heterocykliczny acetal. Jest stosowany jako rozpuszczalnik w syntezie organiczej. Dioksolan jest analogiem tetrahydrofuranu, w którym jeden z atomów węgla został dodatkowo podstawiony atomem tlenu.